# Prahova (županija)
Prahova (IPA: ['pra.ho.va]) županija je u Rumunjskoj, u povijesnoj pokrajini Muntenia. Glavni grad županije je Ploieşti.

## Demografija
Po popisu stanovništva 2002. godine na prostoru županije Prahova živi 829.945 stanovnika, a prosječna gustoća naseljenosti je 176 st/km², te je po broju stanovnika najveća županija u Rumunjskoj.
- Rumunji - 97,74%[1]
- Romi, ostali.

| Godina | Ukupno stanovnika |
| ------ | ----------------- |
| 1948.  | 557.776           |
| 1956.  | 623.817           |
| 1966.  | 701.057           |
| 1977.  | 817.168           |
| 1992.  | 874.349           |
| 2002.  | 829.945           |

## Geografija
Površina županije Prahova je 4.716 km². Prostire se duž istočnih i južnih Karpata. Glavna i najveća rijeka je Prahova.

#### Susjedne županije
- Buzău na istoku.
- Dâmboviţa na zapadu.
- Braşov na sjeveru.
- Ialomiţa i Ilfov na jugu.

## Administrativna podjela
Županija ima dvije municipije, 12 gradova i 90 općina.

### Municipiji
- Ploieşti - glavni grad; stanovnika: 250.541
- Câmpina - stanovnika: 38.758

### Gradovi
- Azuga
- Băicoi
- Boldeşti-Scăeni
- Breaza
- Buşteni
- Comarnic
- Mizil
- Plopeni
- Sinaia
- Slǎnic
- Urlaţi
- Vălenii de Munte

### Općine
| - Adunaţi - Albeşti-Paleologu - Aluniş - Apostolache - Ariceştii Rahtivani - Ariceştii Zeletin - Baba Ana - Balta Doamnei - Bălţeşti - Băneşti - Bărcăneşti - Bătrâni - Berceni - Bertea | - Blejoi - Boldeşti-Grădiştea - Brazi - Brebu - Bucov - Călugăreni - Cărbuneşti - Ceptura - Ceraşu - Chiojdeanca - Ciorani - Cocorăştii Mislii - Cocorăştii Colţ - Colceag | - Cornu - Cosminele - Drăgăneşti - Drajna - Dumbrava - Dumbrăveşti - Filipeştii de Pădure - Filipeştii de Târg - Fântânele - Floreşti - Fulga - Gherghiţa - Gorgota - Gornet | - Gornet-Cricov - Gura Vadului - Gura Vitioarei - Iordăcheanu - Izvoarele - Jugureni - Lapoş - Lipăneşti - Măgurele - Măgureni - Măneciu - Măneşti - Olari - Păcureţi | - Păuleşti - Plopu - Podenii Noi - Poiana Câmpina - Poienarii Burchii - Poseşti - Predeal-Sărari - Proviţa de Jos - Proviţa de Sus - Puchenii Mari - Râfov - Salcia - Sălciile - Scorţeni | - Secăria - Sângeru - Şirna - Şoimari - Şotrile - Starchiojd - Ştefeşti - Surani - Talea - Tătaru - Teişani - Telega - Tinosu - Târgşoru Vechi | - Tomşani - Vadu Săpat - Valea Călugărească - Valea Doftanei - Vărbilău - Vâlcăneşti |